# Vàng(III) chloride
Vàng(III) chloride là một hợp chất vô cơ của vàng và chlor, công thức phân tử là Au
2Cl
6. Số La Mã "III" trong danh pháp xuất phát từ trạng thái oxy hóa +3 của vàng. Đây là trạng thái điển hình cho nhiều hợp chất của vàng. Vàng(III) chloride có hai dạng, dạng monohydrat (AuCl
3·H
2O) và dạng khan, cả hai đều là chất rắn có khả năng hút ẩm và nhạy cảm với ánh sáng. Au
2Cl
6 là dạng dimer của AuCl
3. Hợp chất này có một số công dụng như là tác nhân oxy hóa và xúc tác cho các phản ứng hữu cơ khác nhau.

## Cấu trúc phân tử
AuCl
3 tồn tại dưới dạng dimer là Au
2Cl
6 ở dạng rắn và hơi, phân tử có phối tử chloride làm cầu nối. Vàng(III) bromide cũng có tính chất tương tự, phân tử tồn tại dưới dạng dimer Au
2Br
6.
Mỗi trung tâm nguyên tử vàng tạo với 4 nguyên tử chlor theo hình vuông phẳng, điển hình cho phức kim loại có số electron phân lớp d là 8 (d8). Liên kết trong AuCl
3 được coi là liên kết cộng hóa trị.

## Tính chất
Vàng(III) chloride là chất rắn kết tinh màu đỏ, nhạy cảm với ánh sáng, tạo thành monohydrat AuCl
3·H
2O màu da cam. Vàng(III) chloride dạng khan và vàng(III) chloride dạng monohydrat đều có tính chất hút ẩm. Dạng khan hút ẩm từ không khí để tạo thành monohydrat, từ dạng monohydrat có thể quay trở về dạng khan bằng cách sử dụng thionyl chloride.

## Điều chế
Năm 1951, vàng(III) chloride được điều chế bằng phản ứng của bột kim loại vàng với iod monochloride:
2 Au + 6 ICl → 2 AuCl
3 + 3 I
2
Tuy nhiên, hợp chất này thường được điều chế bằng cách cho khí chlor đi qua bột vàng ở 180 °C (356 °F):
2 Au + 3 Cl
2 → Au
2Cl
6
Phản ứng chlor hóa có thể thực hiện với tetrabutylammonium chloride, sản phẩm là muối ưa lipid tetrabutylammonium tetrachloraurat.
Một phương pháp điều chế khác là dùng acid chloroauric, điều chế chất này bằng cách hòa tan bột vàng trong nước vương thủy để tạo ra acid chloroauric:
Au + HNO
3 + 4 HCl → H[AuCl
4] + 2 H
2O + NO
Nung acid chloroauric trong khí trơ ở nhiệt độ khoảng 100 °C thu được Au
2Cl
6:
2 H[AuCl
4] → Au
2Cl
6 + 2 HCl

## Phản ứng hóa học

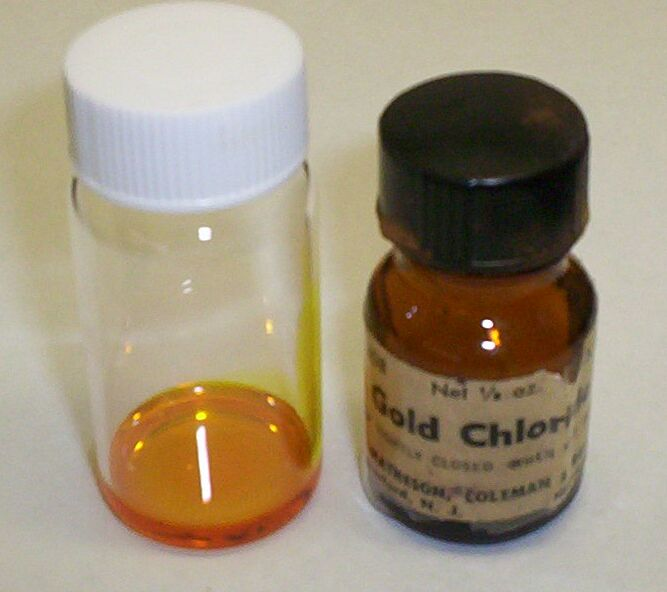
Dung dịch vàng(III) chloride đặc

### Phản ứng phân hủy
AuCl
3 dạng khan bắt đầu phân hủy thành AuCl (vàng(I) chloride) tại nhiệt độ khoảng 160 °C (320 °F). Tuy nhiên, ở nhiệt độ cao hơn, phản ứng tự oxy hóa khử xảy ra, sản phẩm thu được gồm kim loại vàng và AuCl
3:
AuCl
3 → AuCl + Cl
2 (160 °C)
3 AuCl → AuCl
3 + 2 Au (> 210 °C)
Do AuCl xảy ra phản ứng tự oxy hóa khử, trên 210 °C, hầu hết sản phẩm chứa vàng đều ở dạng vàng nguyên tố.
Vàng(III) chloride ổn định hơn trong khí quyển chlor và có thể thăng hoa ở nhiệt độ khoảng 200 °C mà không xảy ra phản ứng phân hủy. Trong môi trường chlor, AuCl
3 bị phân hủy ở 254 °C thu được AuCl, và AuCl bị phân hủy ở 282 °C thành vàng nguyên tố.

### Các phản ứng khác
AuCl
3 là acid Lewis và dễ dàng tạo phức. Ví dụ, AuCl
3 phản ứng với acid hydrochloric để tạo thành acid chloroauric (H[AuCl
4]):
HCl + AuCl
3 → H+
 + [AuCl
4]−

Acid chloroauric là sản phẩm được hình thành khi hòa tan vàng trong nước vương thủy.
Khi hòa tan vào nước, AuCl
3 tạo thành hydrat acid và base liên hợp [AuCl
3(OH)]−
. Ion Fe2+ khử AuCl
3, kết tủa vàng kim loại tạo thành.
Các hợp chất chloride khác, chẳng hạn như KCl, chuyển AuCl
3 thành [AuCl
4]−
. Dung dịch nước của AuCl
3 phản ứng với một base tan trong nước như natri hydroxide, tạo thành kết tủa Au(OH)
3. Kết tủa này hòa tan trong NaOH dư để tạo thành natri aurat (NaAuO
2). Nếu đun nóng nhẹ, Au(OH)
3 phân hủy thành vàng(III) oxide (Au
2O
3), tiếp tục đun nóng sẽ tạo tủa kim loại vàng.
Vàng(III) chloride được coi là "điểm khởi đầu" để tổng hợp của nhiều hợp chất vàng khác. Ví dụ, phản ứng với kali cyanide tạo ra phức chất tan trong nước, K[Au(CN)
4]:
AuCl
3 + 4 KCN → K[Au(CN)
4] + 3 KCl
Tổng hợp vàng(III) fluoride từ AuCl
3 bằng cách cho AuCl
3 phản ứng với brom trifluoride (BrF
3).
Vàng(III) chloride phản ứng với benzen trong điều kiện thường (thời gian phản ứng kéo dài vài phút ở nhiệt độ phòng) để tạo ra dimer phenylvàng(III) dichloride. Nhiều loại aren khác cũng có phản ứng tương tự:
2 PhH + Au
2Cl
6 → [PhAuCl
2]
2 + 2 HCl
Vàng(III) chloride phản ứng với carbon monoxide theo nhiều cách khác nhau. Ví dụ, phản ứng của AuCl
3 khan và carbon monoxide trong SOCl
2 tạo ra vàng(I,III) chloride. Au(CO)Cl là chất trung gian:
2 AuCl
3 + 2 CO → Au
4Cl
8 + 2 COCl
2
Nếu carbon monoxide dư thừa, sản phẩm phản ứng sẽ là Au(CO)Cl.
Tuy nhiên, trong môi trường tetrachloroethylen, ở 120 °C, vàng(III) chloride đầu tiên bị khử thành vàng(I) chloride, chất này tiếp tục phản ứng để tạo thành Au(CO)Cl. AuCl
3 là chất xúc tác cho quá trình sản xuất phosgene.
Vàng(III) chloride tạo một số hợp chất với amonia, như AuCl
3[NH
3] là chất rắn màu vàng, D = 3,97 g/cm³, hay AuCl
3[NH
3]
4 là chất rắn không màu.

## Ứng dụng
Mặc dù vàng(III) chloride không có công dụng thương mại nhưng chất này có nhiều công dụng trong phòng thí nghiệm.

### Tổng hợp hữu cơ
Năm 2003, nhà hóa học hữu cơ nghiên cứu AuCl
3 với vai trò là chất xúc tác acid nhẹ cho các phản ứng khác nhau, mặc dù không có biến đổi hóa học của hợp chất này được thương mại hóa. Muối vàng(III), đặc biệt là Na[AuCl
4], là chất xúc tác thay thế cho muối thủy ngân(II) cho các phản ứng liên quan đến alkyn. Ví dụ dưới dây là phản ứng hydrat hóa của các alkyn có liên kết ba ở vị trí đầu mạch, tạo ra các hợp chất acetyl.
Vàng xúc tác quá trình alkyl hóa một số vòng thơm và biến đổi furan thành phenol. Một số alkyn tham gia phản ứng amin hóa dưới xúc tác vàng(III). Ví dụ, hỗn hợp acetonitrile và vàng(III) chloride xúc tác quá trình alkyl hóa 2-methylfuran bằng methyl vinyl ketone ở vị trí C5:
Hiệu quả phản ứng của hợp chất cơ-vàng (một loại hợp chất cơ kim) rất đáng chú ý vì cả furan và ketone đều nhạy cảm với các phản ứng phụ như phản ứng trùng hợp trong điều kiện acid. Trong một số trường hợp alkyn có thể tạo sản phẩm phụ là phenol (Ts là chữ viết tắt của tosyl):
Phản ứng này có sự chuyển vị, tạo ra một vòng thơm mới.
Một ví dụ khác về phản ứng xúc tác AuCl
3 là phản ứng hydroaryl hóa, về cơ bản là phản ứng Friedel-Crafts sử dụng phức kim loại-alkyn. Ví dụ, phản ứng của mesitylen với phenylacetylen:
Vàng(III) chloride được sử dụng để oxy hóa trực tiếp các amin bậc một thành ketone, chẳng hạn như oxy hóa cyclohexylamin thành cyclohexanon:
Phản ứng này nhạy cảm với pH, đòi hỏi phải tiến hành trong môi trường có độ pH acid nhẹ. Tuy nhiên, phản ứng không yêu cầu bổ sung thêm bất kỳ bước tổng hợp nào.
Trong quá trình điều chế các hợp chất cơ-vàng(III), AuCl
3 được sử dụng làm nguồn cung cấp nguyên tố vàng. Ví dụ, phức hợp monoarylvàng(III) được điều chế bằng cách cho phản ứng giữa các aren với vàng(III) chloride.

### Hạt nano vàng
Vàng(III) chloride được sử dụng trong quá trình tổng hợp các hạt nano vàng (colloidal gold), được nghiên cứu rộng rãi về các đặc tính và ứng dụng phụ thuộc vào kích thước độc đáo của chúng trong các lĩnh vực như điện tử, quang học và y sinh. Điều chế hạt nano vàng bằng cách khử vàng(III) chloride bằng chất khử như natri tetrafluoroborat, sau đó là ổn định bằng chất phủ.

### Nhiếp ảnh
Vàng(III) chloride từng được sử dụng trong ngành công nghiệp nhiếp ảnh như một chất cảm xạ (sensitizer) trong sản xuất phim ảnh. Tuy nhiên, công dụng của hợp chất trong lĩnh vực này đã bị hạn chế dần khi nhiếp ảnh kỹ thuật số xuất hiện.

## Tồn tại trong tự nhiên
Hợp chất này không tồn tại trong môi trường tự nhiên, tuy nhiên, một hợp chất tương tự có công thức AuO(HCl)·nH
2O được biết đến như một sản phẩm của quá trình oxy hóa vàng tự nhiên.